# Roberto Pucci (kardynał)
Roberto Pucci (ur. 29 albo 30 maja 1464 we Florencji, zm. 17 stycznia 1547 w Rzymie) – włoski kardynał.

## Życiorys
Urodził się 29 albo 30 maja 1464 roku we Florencji, jako syn Antonia Pucci i Piery Manetti (jego bratem był Lorenzo Pucci). W młodości pełnił funkcje senatora, gubernatora i gonfaloniere. Poślubił Biancę Lenzi, z którą miał trzech synów i córkę. Po śmierci żony w 1526 roku wstąpił do stanu duchownego. 8 sierpnia 1541 roku został wybrany biskupem Pistoi. 2 czerwca 1542 roku został kreowany kardynałem prezbiterem i otrzymał kościół tytularny SS. Nereo ed Achilleo. W 1545 roku został penitencjariuszem większym. W grudniu 1546 został przeniesiony z diecezji Pistoia do diecezji Melfi. Zmarł 17 stycznia 1547 roku w Rzymie.